# 27e brigade Petchersk
La 27e brigade Petchersk (en ukrainien : 27-ма Печерська бригада, abrégé en 27 Бр ; numéro d'unité militaire 3066), est une brigade au sein du commandement territorial opérationnel du Nord de la Garde nationale de l'Ukraine. Elle est située principalement à Kiev et possède une unité (compagnie de fusiliers distincte) à Berezan.

## Historique
L'unité militaire 3066 est créée conformément à l'arrêté n° 2 du ministère de l'Intérieur du 3 janvier 2006. Elle est créée en 2006 grâce aux fonds de l'unité militaire dissoute 3001 (Brigade de convois séparés), sous l'appellation de 48e régiment. En temps de paix, sa mission consiste principalement à transférer progressivement les condamnés dans les tribunaux et les prisons.
Le 2 septembre 2014, par l'arrêté n° 244 du commandant de la Garde nationale d'Ukraine, l'unité militaire est réformée pour devenir la 27e brigade.
Lors de l'invasion russe de l'Ukraine, des éléments de la 27e brigade défendent la ville de Dymer au nord de Kiev avec d'autres unités de la Garde nationale et de la 72e brigade mécanisée mais sont forcés de se retirer. Par la suite, elle est repérée du côté de Donetsk en mars 2023 puis d'Orikhiv en juillet 2023, où elle publie une vidéo dans laquelle elle frappe l'artillerie russe.